# Canberra (transatlantico)
La SS Canberra fu un transatlantico della Peninsular and Oriental Steam Navigation Company, varato nel 1961 e in servizio fino al 1997.
La nave aveva una trasmissione turbo-elettrica invece della convenzionale trasmissione meccanica che accoppiava i motori alle eliche; in questo caso invece l'energia prodotta dalle turbine alimentava i motori elettrici che spingevano le due eliche. Questi furono i più potenti motori turbo-elettrici mai installati su una nave passeggeri: con i loro 42.500 hp (31.700 kW) per elica, superavano le unità motrici del transatlantico francese Normandie con 40.000 hp (30.000 kW) su ognuno dei suoi quattro assi. Questo le avrebbe dato una velocità di circa 27,25 nodi (50,47 km/h).
L'unità aveva anche un propulsore di prua per le manovre in porto e di ormeggio e fu anche la prima nave passeggeri britannica a usare la corrente alternata per la propulsione.

## Storia
La nave venne impiegata sulla rotta Tilbury – Brisbane con la P&O-Orient Line. Quando la chiusura del canale di Suez e la concorrenza degli aerei di linea la resero antieconomica, la nave venne convertita a nave da crociera e sottoporta a un raddobbo che abbassò le scialuppe di tre ponti per permettere una migliore visuale ai passeggeri.

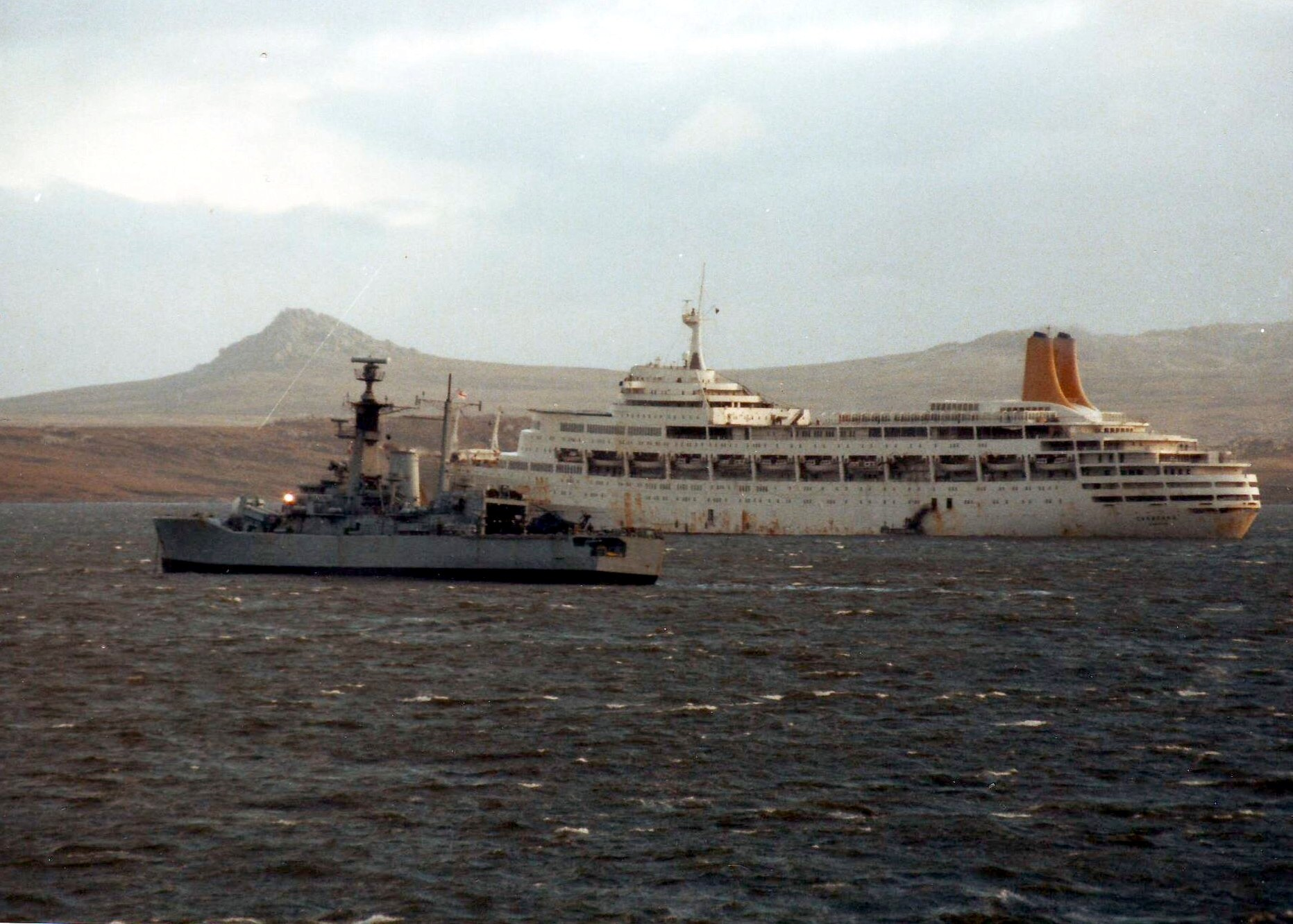
SS Canberra & HMS Andromeda affiancate dopo la fine della guerra a Port Stanley.

La nave trasportò una consistente parte della 3 Commando Brigade durante la guerra delle Falkland, partecipando durante l'operazione Sutton con la forza al comando del commodoro Michael Clapp, alla più vasta battaglia di San Carlos; in particolare la nave trasportava il 42º Commando Royal Marines (un commando è l'equivalente di un battaglione). Il Canberra veniva chiamato The Great White Whale, ossia "la grande balena bianca", perché nella fretta non era stato ridipinto ed era un bersaglio particolarmente evidente; nondimeno non venne mai colpito, anche perché probabilmente i piloti argentini, nel dubbio che fosse una nave ospedale non segnalata, evitarono di attaccarla pur essendo la prima cosa che vedevano addentrandosi nella baia. Una volta colpite le prime navi di scorta, però, il Canberra e le altre navi logistiche vennero mantenute nella baia per il tempo necessario a scaricare i materiali e riportate al largo sotto la protezione della squadra navale e della sua scorta aerea.